# Hugo Koller
Pour les articles homonymes, voir Koller.
Hugo Koller, né à Vienne (Empire austro-hongrois) le 23 décembre 1867 et mort en 1949, est un industriel viennois, amateur d'art et bibliophile autrichien.